# 日本共産党第20回大会
日本共産党第20回大会（にほんきょうさんとうだい20かいたいかい）は1994年（平成6年）7月19日から23日まで開かれた日本共産党の党大会。恒例通り、静岡県熱海市の伊豆学習会館で開催された。

## 概要
- この党大会では綱領・規約の大幅な見直しを行った。特に綱領は全面的な書き換えとなり、7つの章に分かれることになった[1]。規約も前文の半分近くが書き換えられた。

## 規約の改正

### 極左色を薄め、大衆政党へ
規約前文において、極めてイデオロギー色の強い表現を見直した。

最初の段落で、「日本共産党は日本の労働者階級の前衛部隊である」を「前衛政党である」と改めた。前衛部隊との表現は、1958年（昭和33年）の第7回大会で定められた規約以来、40年近く維持されてきたが、直接社会主義革命を目指すための武装闘争の可能性が残り、過激派と混同され、国民の支持を失う恐れがあるとされた。日本共産党は議会制民主主義の下での平和革命を目標とする、労働者階級の最も先進的な組織であると自らを位置づけることにした。

### 企業・団体献金受け取りの禁止
党の活動資金について、「党費、党の事業収入および党への個人の寄付」（第60条）により賄うと定めた。従来は「党費、党の事業収入および党への寄付により」とされていたが、この記述では党が一貫して認めていない企業・団体献金を受け取れる可能性があるため、寄付金の出元を個人に限る旨明文化した。ただし、大企業経営者が個人の立場で寄付を行うことはできる。

### 11条党員の整理
党費を支払わず、活動にも参加していない『11条該当党員』（現在の10条該当党員）の整理に際し、手続きを2段階とすることにした。

旧規約では、11条該当党員を整理する際は党活動に参加しなくなってから1年経過後に本人と協議し、そこで党活動に復帰する意思がないことがわかった場合は一律に除籍措置とすることになっていた。これを見直し、1年経過後に協議して復帰の意思がなければまず離党手続きを取らせることにした。なお本人が離党手続きを拒否したり、協議の席にも着かなかった場合は、従来通り除籍措置を行う余地も残した。

### 党費の減免基準
党費が全額免除となる党員の基準を初めて規約上で定めた。
旧規約では「失業している党員、老齢または病気によって扶養を受けている党員および生活困窮党員の党費は実情に応じた額を基礎組織が討議して決め地区委員会の承認を受ける」（第60条）とされていたのを見直し、「失業者、扶養に入っているまたは生活保護受給など著しく生活の困窮している党員の党費は免除する。その他の生活困難な党員の党費は軽減することができる」（第61条）とした。

## 選出された中央委員会
- 中央委員会議長：宮本顕治
- 幹部会委員長：不破哲三
- 中央委員会書記局長：志位和夫